# Basilio de Pario
Basilio de Pario (s. VII - 735) fue un obispo bizantino, que sufrió acoso por defender la adoración de las imágenes, hasta morir en el exilio. Es venerado como santo por la Iglesia Católica y Ortodoxa, el 12 de abril.

## Hagiografía
Basilio nació en el siglo VII, en el Imperio Bizantino.

### Episcopado
Fue elegido obispo de Pario, en Misia, hoy Turquía. Su regencia coincidió con el reinado del emperador León III, llamado también Leo Isaureren. Fue elegido por los mismos habitantes de Pario. Oficiaba también como confesor de su diócesis.

### Conflicto con los iconoclastas
En el 754, se celebró un concilio convocado por el emperador Constantino V, donde se abolió el uso de imágenes en las iglesias bizantinas. Basilio fue de los pocos obispo que se declaró en contra de la abolición, motivo por el cual fue golpeado y acusado de ilegítimo y hereje por las autoridades eclesiásticas e imperiales.

#### Encierro
Fue encadenado y azotado por sus antiguos colaboradores por negarse a repudiar las imágenes sagradas que ahora estaba prohibidas por decreto imperial. Cuando fue liberado inició una etapa de hacinamiento y auto exilio.

#### Exilio
Basilio se encerró en su sede y le negó la entrada a los demás obispo bizantinos y a sus perseguidores, aislándose del mundo dentro de su diócesis. Pario fue su bastión hasta que no pudo mantenerse a salvo y huyó.
Se mantuvo errante por el Mediterráneo, hasta que le llegó la muerte, en el 735.

## Onomástico y Culto público
Basilio es venerado como santo desde tiempos inmemoriales. Su imagen se encuentra en el fresco de la cúpula del Monte Athos, acompañado por otros hombres y mujeres ilustres, y que se sabe está diseñado como un santoral, siendo Basilio la persona que encaja en el día 12 de abril.